# Il codice dello scorpione
Il codice dello scorpione (Falcó) è un romanzo di spionaggio dello scrittore spagnolo Arturo Pérez-Reverte, pubblicato nel 2016. È il primo libro della serie Le storie di Lorenzo Falcò, che narra le avventure di un ex trafficante di armi e agente segreto al servizio del regime franchista durante la guerra civile spagnola.

## Trama
Spagna, autunno 1936. Lorenzo Falcò riceve dal suo capo, l’Ammiraglio, il compito di infiltrarsi nella zona repubblicana per liberare José Antonio Primo de Rivera dalla prigione in cui è rinchiuso ad Alicante.

## Accoglienza
Il romanzo è stato accolto positivamente dalla critica, che ha apprezzato lo stile elegante e coinvolgente dell’autore, la ricostruzione storica accurata e il ritratto del protagonista, un antieroe cinico e affascinante.

## Edizioni
- Arturo Pérez-Reverte, Il codice dello scorpione, traduzione di Bruno Arpaira, Rizzoli, 2017,  p. 338, ISBN 978-8817092234.